# Селище-2
Селище-2 (бел. Селішча-2) — посёлок в Кормянском сельсовете Добрушского района Гомельской области Республики Беларусь.

## География
В 11 км на восток от районного центра Добруш и железнодорожной станции в этом городе расположенной на линии Гомель — Унеча, в 39 км от Гомеля.

### Водная система
Расположен на реке Хоропуть (приток реки Ипуть).

## Транспортная система
Рядом автодорога Гомель — Брянск. В посёлке 19 жилых домов (2004 год). Планировка состоит из прямолинейной улицы с широтной ориентацией. Застройка деревянными домами.

## История
Посёлок основан переселенцами с соседних деревень в начале XX века. В 1926 году в составе Селищенского сельсовета Добрушского, с 4 августа 1927 года Тереховского районов Гомельского округа. В 1929 году организован колхоз «Селище». Работала кузница.
Во время Великой Отечественной войны в боях у деревни погибло 8 советских солдат, которые были похоронены в братской могиле на кладбище.
В 1959 году в составе колхоза «Оборона» с центром в деревне Корма.

## Население

### Численность
- 2004 год — 19 дворов, 27 жителей

### Динамика
- 1926 год — 44 двора, 233 жителя
- 1959 год — 317 жителей (согласно переписи)
- 2004 год — 19 дворов, 27 жителей